# Канікули (фільм, 1962)
«Канікули» (інша назва: «На канікулах») — радянський художній фільм 1962 року, знятий режисером Мерабом Кокочашвілі на кіностудії «Грузія-фільм».

## Сюжет
Настали канікули, і батько повіз дітей — сина Резо та доньку Даро — відпочивати на літо до бабусі до села. Першого ж дня Резо хотів піти на риболовлю зі своїм другом Ростіа, але не тут було. Батько повісив на стіну режим дня та змусив дітей з ранку до вечора займатися музикою та науками. Але одного разу Резо збунтувався. Він вистрибнув з вікна і пішов гуляти з Ростіа. Цілий день вони займалися звичайними дитячими справами: обирали сусідську черешню, їли зібрані гриби, лазили на сторожову вежу, купалися.

## У ролях
- Нукрі Кокочашвілі — Резо (дублював Євген Апьонков)
- Автанділ Верулеїшвілі — головна роль
- Георгій Гегечкорі — батько (дублював Юрій Бєлов)
- Отар Аргуташвілі — Ростіа (дублював В. Дібров)
- Марина Манджгаладзе — Даро (дублювала Ірина Шумова)
- Мераб Гегечкорі — старий (дублював Павло Шпрингфельд)
- Ніно Еріставі — бабуся
- Катерина Амиреджібі — епізод
- Отар Зауташвілі — епізод
- Нуну Мачаваріані — епізод
- Георгій Геловані — епізод
- Отар Коптонашвілі — епізод
- Нодар Маргвелашвілі — епізод

## Знімальна група
- Режисер — Мераб Кокочашвілі
- Сценарист — Реваз Інанішвілі
- Оператор — Арчіл Піліпашвілі
- Композитор — Іраклій Геджадзе